# Élections partielles québécoises de 2015
Les élections partielles québécoises de 2015 ont eu lieu à la suite de diverses démissions de députés :
- L'élection partielle québécoise du 9 mars 2015, qui eut lieu dans la circonscription de Richelieu à la suite de la démission de la députée péquiste Élaine Zakaïb ;
- Les élections partielles québécoises du 8 juin 2015, qui eurent lieu dans les circonscriptions de Jean-Talon et de Chauveau à la suite des démissions du député libéral Yves Bolduc et du député caquiste Gérard Deltell.
- Les élections partielles québécoises du 9 novembre 2015, qui ont eu lieu à la suite des démissions des députés de Fabre, René-Lévesque, Saint-Henri–Sainte-Anne et Beauce-Sud.

À ce jour, les partielles n'ont quasiment pas modifié les équilibres de la Chambre, seule la circonscription de Chauveau basculant d'un bord (CAQ) à un autre (PLQ).